# Крамбергер, Франц
Франц Крамбергер (словен. Franc Kramberger, 7.10.1936 г., Свети-Ленарт-в-Словенских-горицах, Югославия) — католический прелат, первый архиепископ Марибора с 6 ноября 1980 года по 3 февраля 2011 год.

## Биография
Франц Крамбергер родился 7 октября 1936 года в населённом пункте Свети-Ленарт-в-Словенских-горицах, Югославия. 29 июня 1960 года был рукоположён в священника. С 1965 года был префектом в Духовной семинарии в Мариборе. С 1974 года преподавал на богословском факультете Люблинского университета.
6 ноября 1980 года Римский папа Иоанн Павел II назначил Франца Крамбергера епископом Марибора. 21 декабря 1980 года состоялось рукоположение Франца Марибора в епископа, которое совершил титулярный архиепископ Аквилеи Микеле Чеккини в сослужении с архиепископом Любляны Алоизием Шуштаром и епископом Грац-Зеккау Йоханном Вебером.
7 апреля 2006 года епархия Марибора была возведена в ранг архиепархии и Франц Крамбергер стал первым архиепископом Марибора.
Франц Крамбергер за сложившуюся сложную финансовую ситуацию в архиепархии Марибора подвергался неоднократной критике со стороны Святого Престола. 31 января 2009 года Римский папа Бенедикт XVI назначил для исправления ситуации вспомогательным епископом Антона Стреса. 3 февраля 2011 года Франц Крамбергер подал в отставку, а на его место был назначен Мариан Турншек.